# Dønna
Dønna ist eine Kommune im norwegischen Fylke Nordland. Die Kommune hat 1447 Einwohner (Stand: 1. Januar 2025). Verwaltungssitz ist die Ortschaft Solfjellsjøen.

## Geografie
Die Gemeinde hat im Meer verlaufende Grenzen zu den Kommunen Herøy, Alstahaug, Leirfjord, Nesna, Lurøy sowie Træna und liegt in der Landschaft Helgeland. Das Areal verteilt sich ausschließlich auf Inseln, insgesamt besteht Dønna aus etwa 3000 Inseln, Holmen und Schären. Die größten Inseln sind dabei Dønna (135 km²), Løkta (17,4 km²), Vandve (5,8 km²) und Slapøya. Das Verwaltungszentrum Solfjellsjøen liegt an der Küste der Hauptinsel Dønna, die die am stärksten besiedelte Insel darstellt. Die höchste Erhebung ist der Dønnamannen mit einer Höhe von 856 moh. im Südwesten dieser Insel. Im Norden ist das Gebiet hingegen weitgehend flach.

## Einwohner
Die Einwohner der Gemeinde werden Dønnværing genannt. Offizielle Schriftsprache ist wie in vielen Kommunen in Nordland Bokmål, also die weiter verbreitete der beiden norwegischen Sprachformen.

## Geschichte
Die Kommune existiert seit dem 1. Januar 1962. Sie entstand durch die Zusammenlegung der ehemaligen Gemeinden Dønnes und Nordvik sowie dem östlichen Teil der Insel Løkta, der von Nesna abgespalten wurde. Der südöstliche Teil der Insel Dønna wurde von Herøy überführt.
In der Zeit von 1950 bis 2016 halbierte sich die Zahl der Einwohner auf dem Gebiet der heutigen Kommune. Vor allem die Bevölkerung auf den kleineren Inseln ging dabei zurück, wo mehrere Fischerdörfer verlassen zurückblieben.
In der Kommune Dønna wurden mehrere historische Funde gemacht, unter anderem aus der Wikinger- und der Bronzezeit. Im Norden der Insel Dønna liegt die Dønnes kirke, eine Steinkirche aus dem Jahr 1200.

## Wirtschaft
Traditionell war Dønna eine von der Fischerei geprägte Gemeinde, wobei es nicht ungewöhnlich war, diese mit der Landwirtschaft zu verbinden. Die Rolle der Fischerei ist jedoch rückläufig, wodurch die Landwirtschaft stärker in den Fokus rückte. Sie konzentriert sich vor allem auf die Tierhaltung, wobei die Rinderhaltung am meisten vertreten ist. Lange Zeit wurden in der Gemeinde auch viele Pelzfarmen betrieben. Industrielle Produktionsstätten sind in Dønna kaum vorhanden.
Im Jahr 2019 arbeiteten von 632 Menschen 443 in Dønna selbst, die weiteren Arbeitgeber verteilten sich unter anderem auf die Nachbargemeinden Alstahaug und Herøy.

## Wappen und Namen
Das Wappen der Kommune zeigt in Gold eine blaue rechte Sturzwoge. Der Name „Dønna“ leitet sich vom altnordischen Begriff „dynja“ ab, welcher für Dünung steht.

## Bekannte Personen
- Ole Edvart Rølvaag (1876–1931), norwegisch-US-amerikanischer Schriftsteller
- Roy Jacobsen (* 1954), Schriftsteller, lebte von 1979 bis 1986 in Solfjellsjøen